# أكيرا مايدا
أكيرا مايدا (باليابانية: 前田日明؛ بالكانا: まえだ あきら) هو فنان قتال مختلط كوري الجنوبي وياباني، ولد في 24 يناير 1959 في أوساكا في اليابان.

## وصلات خارجية
- أكيرا مايدا على موقع شيردوغ (الإنجليزية)
- أكيرا مايدا على موقع WrestlingData.com (الإنجليزية)
- أكيرا مايدا على موقع CageMatch worker (الإنجليزية)
- أكيرا مايدا على موقع قاعدة بيانات المصارعة على الإنترنت (الإنجليزية)
- أكيرا مايدا على موقع عالم المصارعة على الإنترنت (الإنجليزية)
- أكيرا مايدا على موقع عالم المصارعة على الإنترنت (الإنجليزية)